# نيكولاي بوغدان
نيكولاي بوغدان (بالرومانية: Nicolae Bogdan)‏ هو راكب الكنو روماني، ولد في 5 يونيو 1987 في رومانيا.